# Machimus lurettae
Machimus lurettae là một loài ruồi trong họ Asilidae. Machimus lurettae được Lavigne miêu tả năm 1978.